# エレーヌ (コミューン)
エレーヌ（仏: Eraines）は、フランスのバス＝ノルマンディー地域圏、カルヴァドス県に属するコミューン。2007年の時点で249人が暮らしており、住民はエレーネ（Erainais）と呼ばれる。

## 地理
県都カーンから南東に33kmほど行った、ファレーズ郊外の田園地帯に位置する。アント川右岸に小さな中心街があり、道沿いに家屋が連なっている。対岸には川沿いに小さな丘が続く。北西でヴェルサンヴィルと、北東でダムブランヴィルと、南東でヴィリー＝レ＝ファレーズと、南西でファレーズとそれぞれ接する。

## 行政
- 首長 - ジャン＝フィリップ・メニル（Jean-Philippe Mesnil、無所属、2001年3月から） 農夫
- 前首長 - イヴ・メニル（Yves Mesnil、1985年から2001年3月まで）

議会は首長と助役2名をふくめ、11人で構成される。

## 人口の推移[1]
1806年には342人が暮らしていた。
| 1962年 | 1968年 | 1975年 | 1982年 | 1990年 | 1999年 | 2006年 | 2007年 |
| ------ | ------ | ------ | ------ | ------ | ------ | ------ | ------ |
| 130    | 121    | 142    | 175    | 172    | 228    | 247    | 249    |

## 観光スポット
- 11世紀に建てられた聖リュー教会。美術作品が数体置かれており、なかでも聖バルバラと聖リューの2体の像は歴史的建造物に指定されている
- 18世紀初頭に建てられた服飾農家の家